# Itacaré
Itacaré, amtlich portugiesisch Município de Itacaré, ist ein ehemaliger Fischerort an der Küste Bahias (Brasilien), der sich zu einem beliebten Ferienort, unter Surfern berühmt für seine Wellen, entwickelt hat. Die Gemeinde hatte laut Volkszählung 2010 24.318 Einwohner, die Itacareenser genannt werden; die Einwohnerzahl wurde zum 1. Juli 2018 vom IBGE auf 27.891 geschätzt.

## Geographie
Die Stadt liegt an der Mündung des Flusses Rio das Contas. Die Strände der Umgebung sind untypisch für den Nordosten Brasiliens: keine langen Sandstrände, sondern Buchten, die von felsigen Abschnitten, ursprünglich mit Küstenurwald bewachsen, voneinander getrennt sind. Sie wirken eher wie in Südbrasilien.

### Entfernungen/Anreise
- Ilhéus 70 km
- Salvador 369 km, über die BA-001[2]
- Rio de Janeiro 1307 km

Es gibt eine neue Küstenstraße (BA-001), die es erlaubt, in nur 1 Std 40 Min von Ilhéus mit dem Bus (fast stündlich) anzureisen. Der nächste Flughafen ist in Ilhéus.

### Klima
Tropisches Klima, die Temperatur variiert um 20 bis 30 °C. In der Hauptsaison (Dezember bis Februar) kann das Thermometer auf bis zu 40 °C steigen. Regenzeit ist im März.

## Geschichte
Die Geschichte der Weißen begann im 17. Jahrhundert mit einer Kirche. Im Jahr 1732, das als Gründungsjahr gilt, wurde die Ortschaft zum Munizip mit dem Namen São Miguel da Barra do Rio das Contas, es war als Ubaitaba bekannt. 1931 bekam Itacaré seinen heutigen Namen.

## Stadtgliederung
Seit 1963 ist der Ort in zwei Bezirke (distritos) gegliedert: Distrito de Itacaré und Distrito de Taboquinhas. Itacaré gehörte von 1989 bis 2017 zur statistisch-geographischen Mesoregion Sul Baiano und zur Mikroregion Ilhéus-Itabuna.

## Stadtverwaltung
Stadtpräfekt ist seit den Kommunalwahlen in Brasilien 2016 für die Amtszeit von 2017 bis 2020 Antônio Mario Damasceno (Tonho de Anizio) des Partido dos Trabalhadores (PT).

## Wirtschaft
Die Stadt hatte 2008 ein BIP von 82'459.462 Tsd. R$ mit einem BIP/Einwohner von 3129,63 Real.

## Tourismus/Attraktionen
- Ökotourismus (Naturschutzgebiet, Wasserfälle, Wanderungen, Abenteuer)
  - Wanderungen zu den einzelnen Stränden
  - Kanufahrten auf dem Rio das Contas und kleinen Bächen
- Eine Vielzahl von Stränden mit geeigneten Wellen für Surfer
- Capoeiraschulen

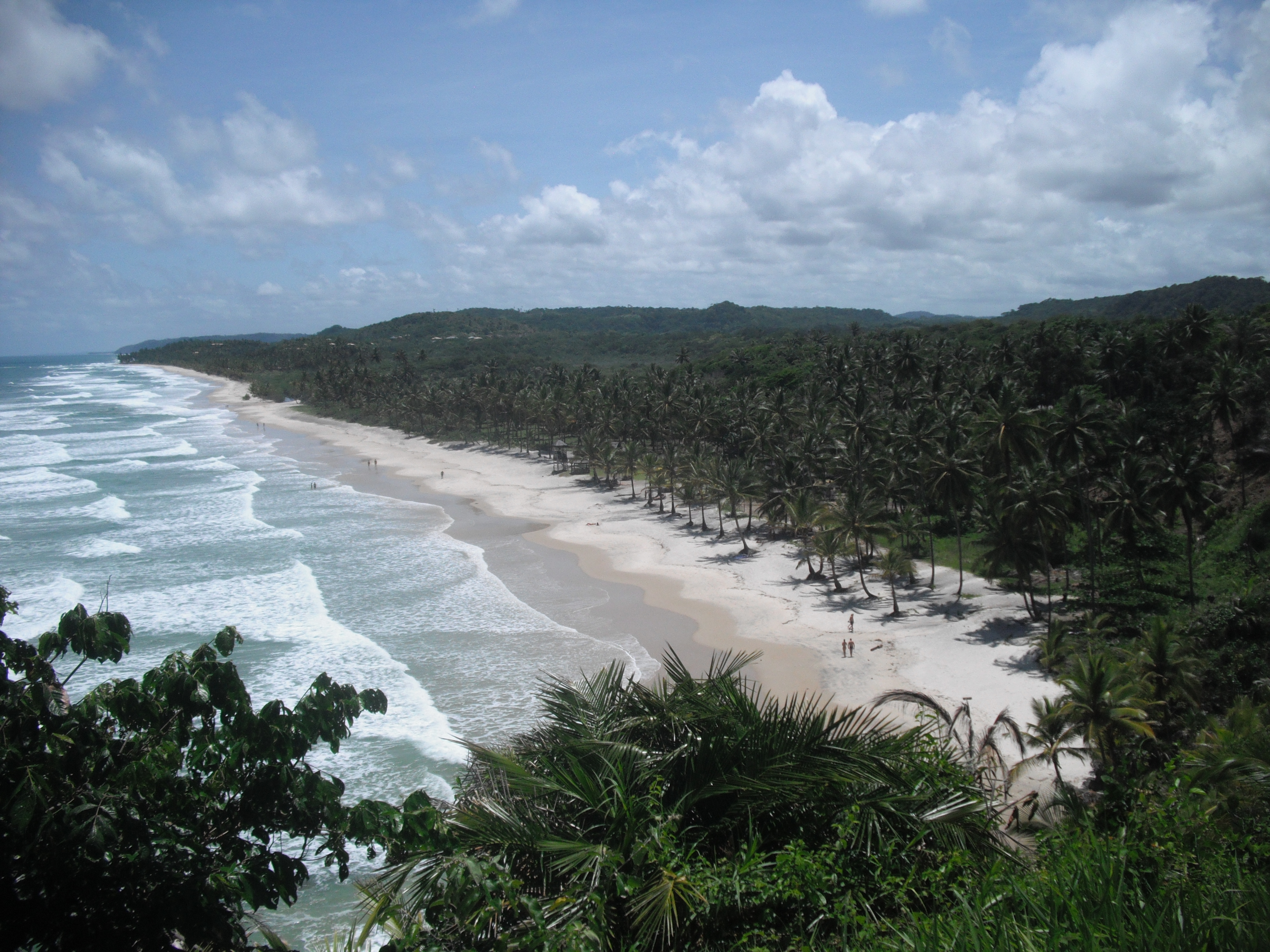
Praia de Itacarezinho
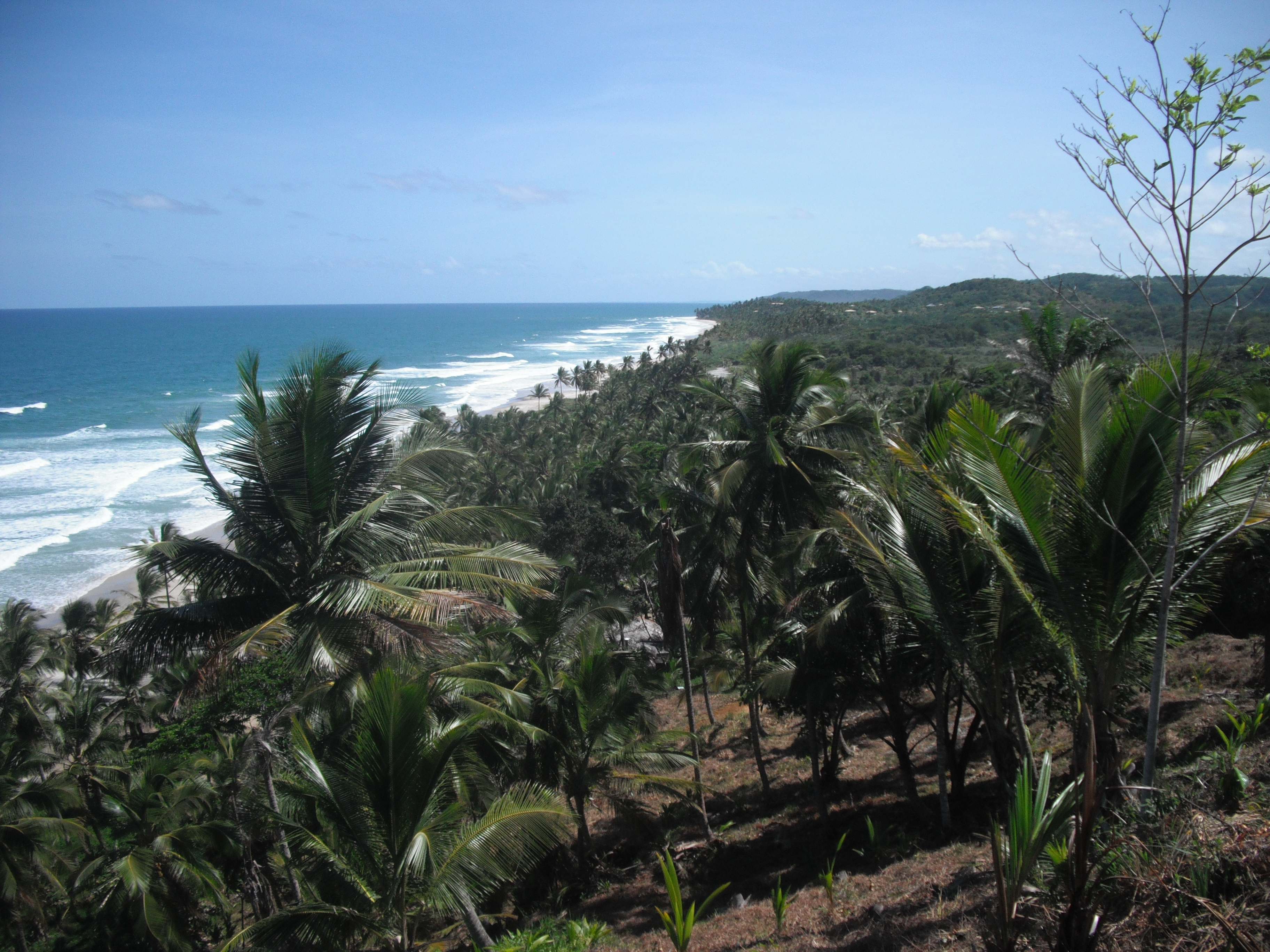
Praia de Itacarezinho
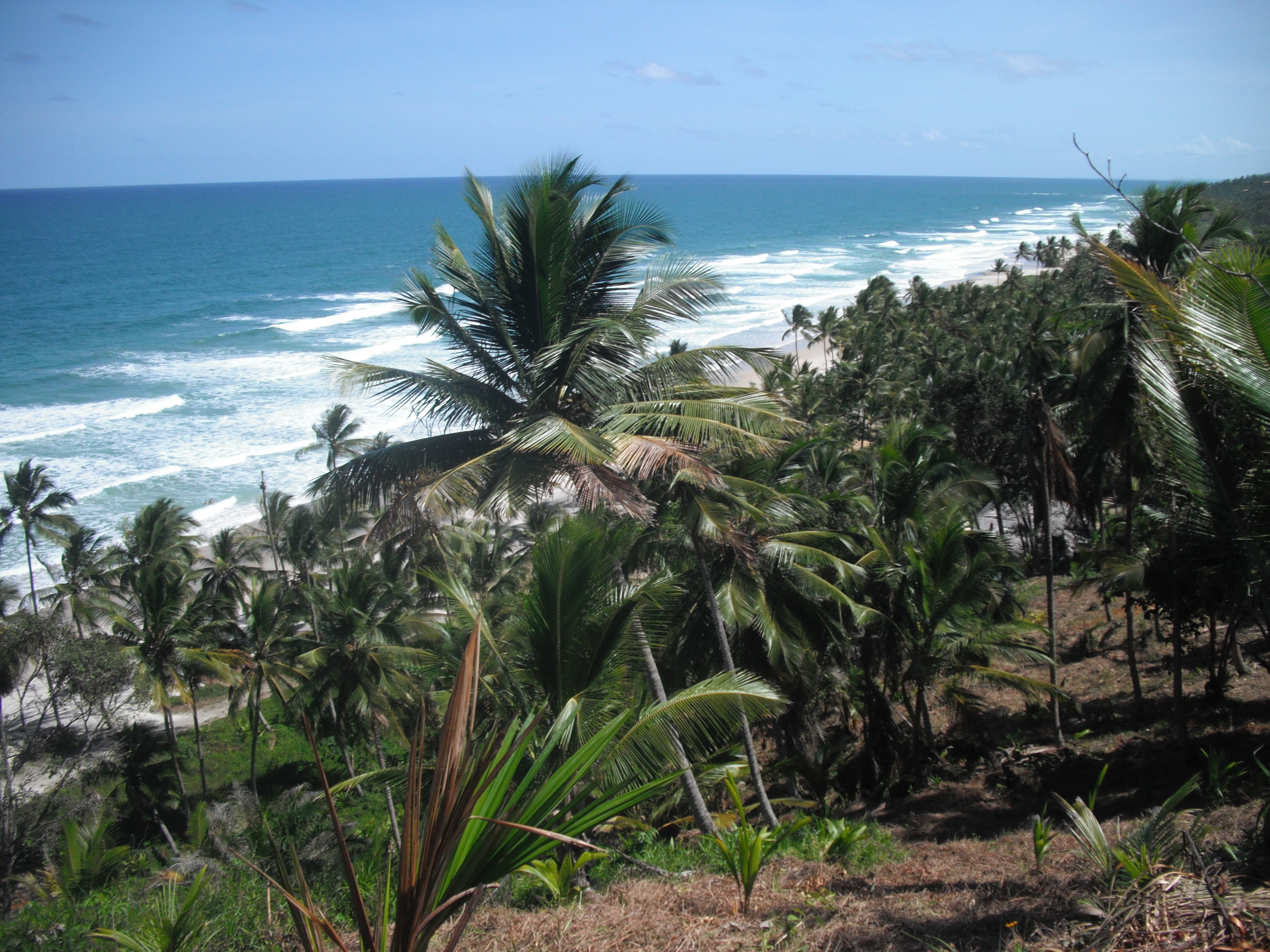
Praia de Itacarezinho
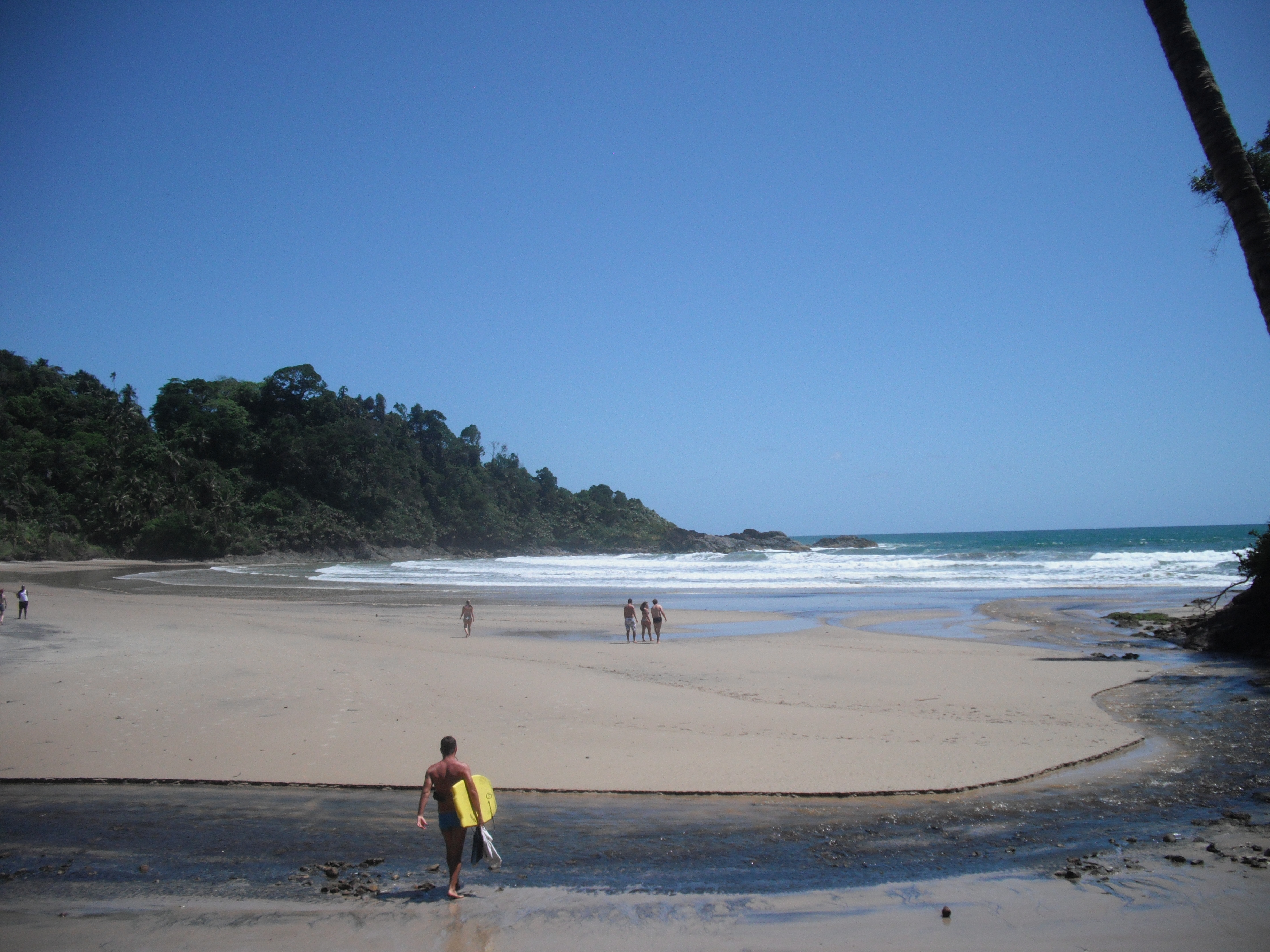
Engenhoca

### Strände
- Concha
- Coroinha
- Costa
- Engenhoca
- Havaizinho
- Itacarezinho
- Jeribucaçú
- Pontal
- Prainha
- Resende
- Ribeira
- São José
- Serra Grande
- Siriaco
- Tiririca

## Persönlichkeiten
- Elison Fagundes dos Santos (* 1987), Fußballspieler